# 罗斯·哈斯拉姆
罗斯·哈斯拉姆（英語：Ross Haslam，1997年10月2日—），英国男子跳水运动员，2015年欧洲运动会男子双人3米跳板银牌得主、2023年欧洲运动会男子1米跳板金牌得主、2024年世界游泳锦标赛男子1米跳板铜牌得主。